# Ryszard Winiarski
Ryszard Winiarski (ur. 2 maja 1936 we Lwowie, zm. 4 grudnia 2006) – polski malarz i scenograf.

## Życiorys
Ukończył mechanikę precyzyjną na Politechnice Warszawskiej (gdzie studiował w latach 1953-1959); następnie studiował malarstwo u Aleksandra Kobzdeja na Akademii Sztuk Pięknych w Warszawie (1958-1966). Był wykładowcą tej uczelni, a w latach 1985-1990 jej prorektorem.
W swoich pracach łączył konstruktywizm z teorią przypadku. Artysta stworzył matematyczny system generowania form wizualnych, który konsekwentnie stosował w pracach. W latach 70. XX wieku swoje prace wystawiał w Galerii Repassage. W 1987 zaczął realizować kompozycje geometryczne z zapalonych zniczy zatytułowaną Geometria, czyli szansa medytacji. Swoje prace wystawiał w wielu krajach Europy. W 1995 został laureatem Nagrody im. Jana Cybisa. Pochowany na cmentarzu Powązki Wojskowe w Warszawie (kwatera A-2-8(40)).
Prace artysty znajdują się w kolekcjach najważniejszych instytucji muzealnych w Polsce (m.in. Muzeum Sztuki w Łodzi i Muzeum Narodowe w Krakowie).

## Galeria

Obiekt ukształtowany losowo, z Bogumiłą Winiarską, Sympozjum Plastyczne Wrocław '70, kolekcja MWW
Obiekt ukształtowany losowo, z Bogumiłą Winiarską, Sympozjum Plastyczne Wrocław '70, kolekcja MWW
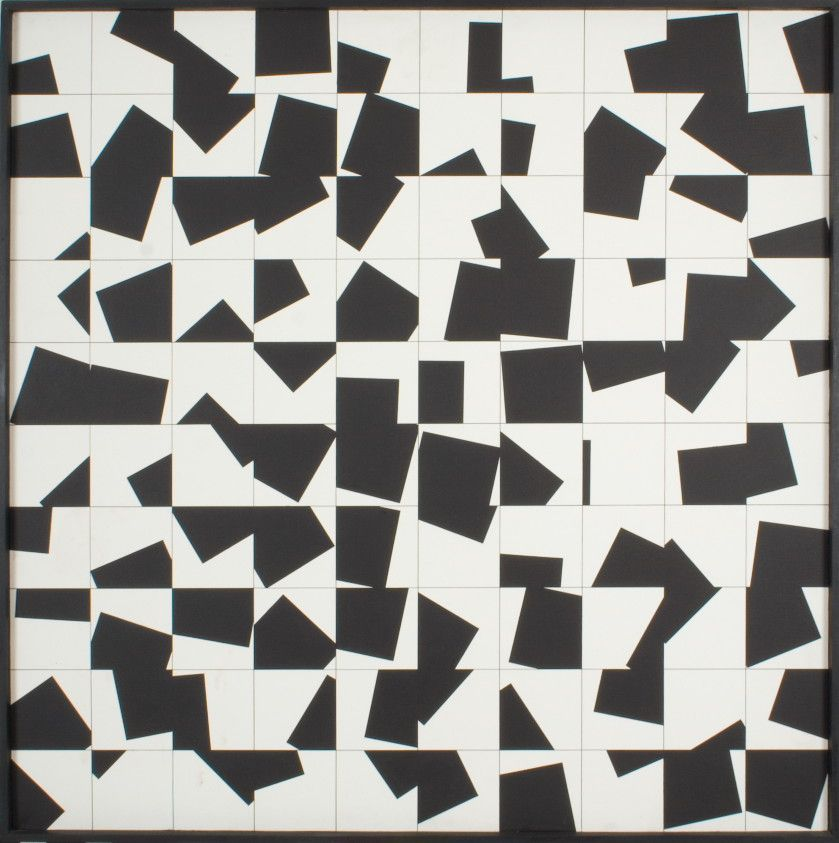
Sto zdarzeń 10x10, 1977
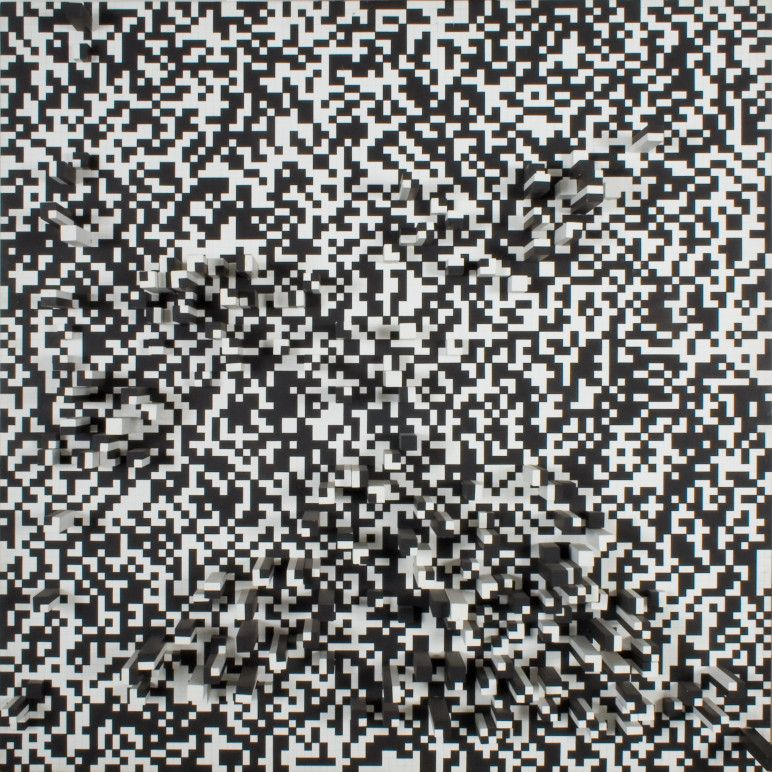
Obszar 144, 1977
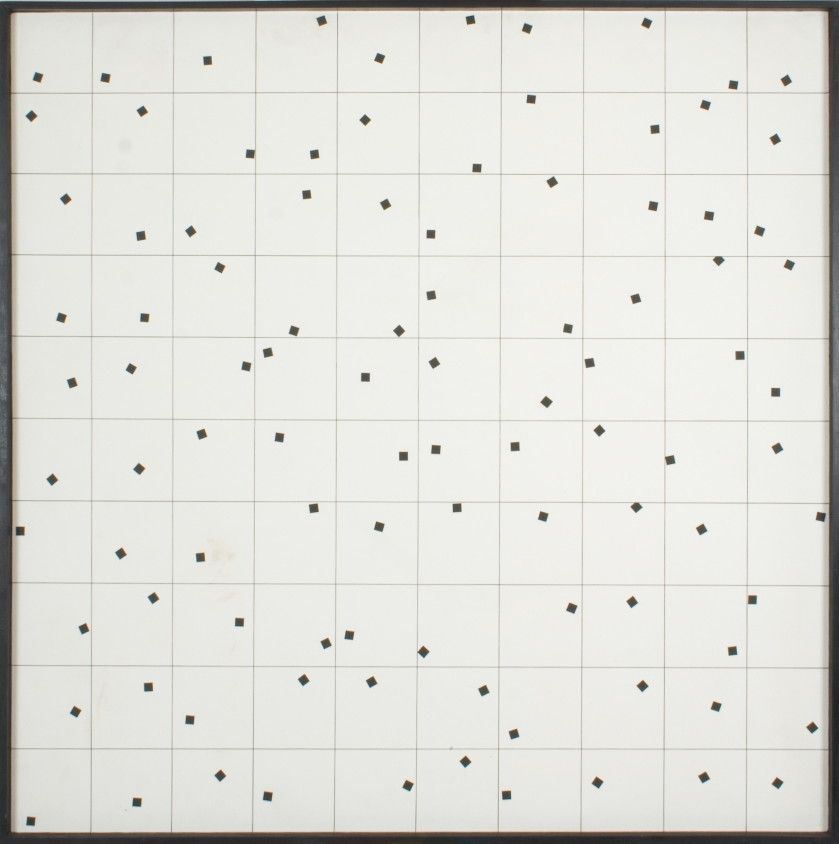
Sto zdarzeń 1x1, 1977
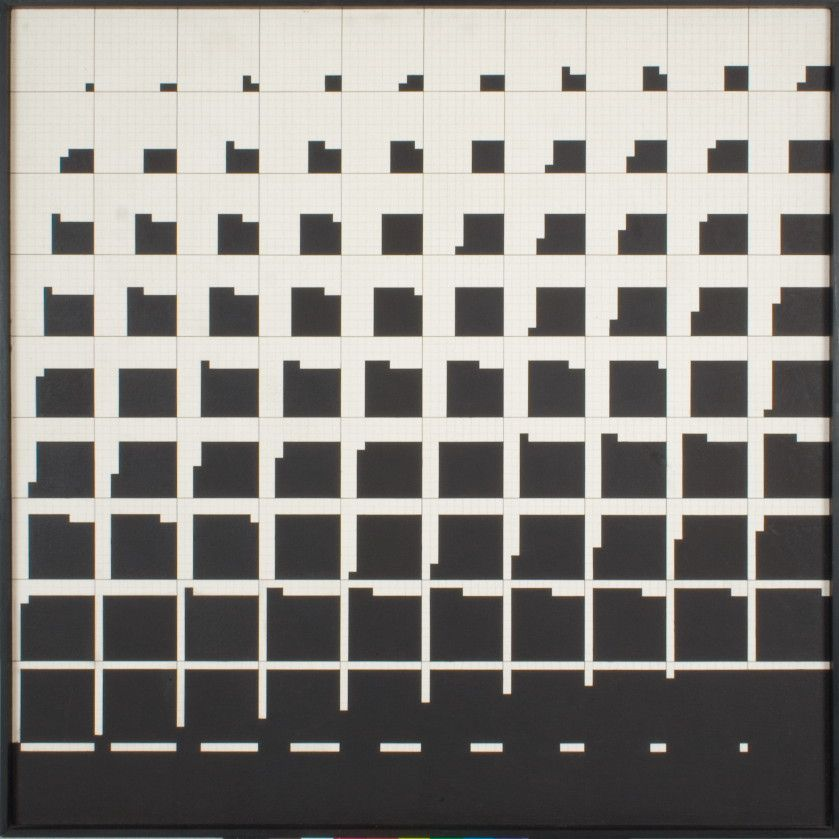
Gra 10x10, 1978
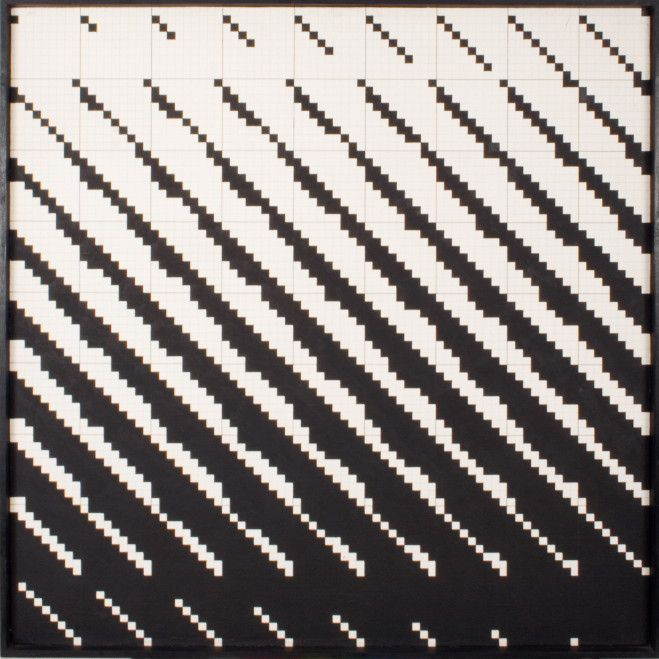
Dziesiąta gra 9x9, 1981